# Atrocity
Atrocity är ett tyskt gothic metal-band, bildat i Ludwigsburg 1985. Fyra år senare, 1989, släppte de sitt debutalbum, Blue Blood.

## Medlemmar
Nuvarande medlemmar
- Alexander Krull – sång, keyboard, sampling (1985– )
- Joris Nijenhuis – trummor (2012– )
- Micki Richter – gitarr (2019– )
- Andrea Nasso – basgitarr (2021– )
- Luc Gebhardt – gitarr (2022– )

Tidigare medlemmar
- René Tometschek – basgitarr (1985–1988)
- Gernot Winkler – trummor (1985–1988; död 2002)
- Mathias Röderer – gitarr (1985–2010)
- Frank Knodel – gitarr (1985–1988)
- Oliver Klasen – basgitarr (1988–1993)
- Michael Schwarz – trummor (1988–1999)
- Richard Scharf – gitarr (1988–1994)
- Markus Knapp – basgitarr (1994–1995)
- Christian Lukhaup – basgitarr (1995–2007)
- Martin Schmidt – trummor (1999–2005)
- Moritz Neuner – trummor (2005–2007)
- Alla Fedynitch – basgitarr (2008–2010)
- Seven Antonopoulos – trummor (2008–2010)
- Nicholas Barker – trummor (2008)
- JB van der Wal – basgitarr (2010–2013)
- Roland Navratil – trummor (2010–2012)
- Sander van der Meer – gitarr (2010–2015)
- Pete Streit – gitarr (2015–2019)
- Thorsten Bauer – gitarr (1994–2021), basgitarr (2013)

Turnerande medlemmar
- Liv Kristine (Liv Kristine Espenæs) – sång (?–2016)
- Sandra Schleret – sång (2009)

## Diskografi
Demo
- 1988 – Instigators
- 1993 – Promo 93

Studioalbum
- 1990 – Hallucinations
- 1992 – Todessehnsucht (a.k.a. Longing for Death)
- 1994 – Blut
- 1995 – Calling the Rain
- 1996 – Willenskraft
- 1997 – Werk 80
- 2000 – Gemini (blåa och röda versioner)
- 2004 – Atlantis
- 2008 – Werk 80 II
- 2010 – After the Storm
- 2013 – Okkult
- 2018 – Okkult II
- 2023 – Okkult III

EP
- 1996 – The Hunt
- 1996 – The Definition of Kraft and Wille
- 2017 – Master Of Darkness

Singlar
- 1989 – "Blue Blood"
- 1997 – "Shout"
- 1997 – "Tainted Love"
- 1997 – "Das Letzte Mal"
- 2000 – "Sound of Silence"
- 2000 – "Taste of Sin"
- 2004 – "Cold Black Days"
- 2008 – "Smalltown Boy"

Samarbeten
- 1995 – Die Liebe (i samarbete med Das Ich)

Samlingsalbum
- 1999 – Massacre's Classix Shape Edition
- 1999 – Non Plus Ultra: 1989-1999

Video
- 2012 – Die gottlosen Jahre (2DVD + CD)